# ゲルハルト (ユーリヒ＝ベルク公)
ゲルハルト（Gerhard, 1416年ごろ - 1475年8月19日）は、ラーヴェンスベルク伯（2世、在位：1428年 - 1475年）、第2代ユーリヒ＝ベルク公（在位：1437年 - 1475年）。

## 生涯
ゲルハルトはラーヴェンスベルク伯ヴィルヘルム2世とアーデルハイト・フォン・テクレンブルクの息子である。
1428年に父が死去し、ラーヴェンスベルク伯位を継承した。また、1437年に伯父ユーリヒ＝ベルク公アドルフが嗣子なく死去し、ゲルハルトがユーリヒ＝ベルク公位も継承した。ゲルハルトはドイツ王アルブレヒト2世の支援を受け、伯父アドルフが行っていたゲルデルン公領をめぐる争いを継続した。1444年にリンニッヒの戦いで勝利したが、ゲルデルンとの戦いに勝利を収めることができず、最終的にブルゴーニュに所有権を売却し、ゲルデルンからブランケンハイム＝レーヴェンベルクとハインスベルクを手に入れた。1461年以降、領土の統治が不可能となり、妃ゾフィー・フォン・ザクセン＝ラウエンブルクが摂政となり統治を行った。

## 結婚と子女
1444年にザクセン＝ラウエンブルク公ベルンハルト2世の娘ゾフィーと結婚し、以下の子女が生まれた。
- ヴィルヘルム（1455年 - 1511年） - ユーリヒ＝ベルク公
- アンナ - メールス＝ザールヴェルデン伯ヨハン3世（1507年没）と結婚
- アドルフ（1458年8月1日 - 1473年9月19日）
- ゲルハルト - 早世